# Synecdoque et métonymie
En écriture, les termes « synecdoque » et « métonymie » sont fréquemment amalgamés. Cet article vise à clarifier ces notions.
La synecdoque et la métonymie sont deux figures de styles qui opèrent un déplacement sémantique selon un rapport de contiguïté; il s'agit dans les deux cas d'employer un nom pour un autre. Ces deux figures de styles sont souvent difficiles à différencier, bien que le déplacement sémantique ne soit pas exactement le même. Dumarsais souligne ainsi que : « La synecdoque est une espèce de métonymie (...) Dans la métonymie je prends un nom pour un autre, au lieu que dans la synecdoque je prends le plus pour le moins, ou le moins pour le plus ».

La recherche en sciences cognitive semble distinguer assez clairement les métonymies et synecdoques des métaphores en distinguant les différentes fonctions cognitives auxquelles elles font appel :
Toute forme de trouble aphasique consiste en quelque altération, plus ou moins grave, soit de la faculté de sélection et de substitution, soit de celle de combinaison et de contexture. La première affection comporte une détérioration des opérations métalinguistiques, tandis que la seconde altère le pouvoir de maintenir la hiérarchie des unités linguistiques. La relation de similarité est supprimée dans le premier type et celle de contiguïté dans le second. La métaphore devient impossible dans le trouble de la similarité et la métonymie dans le trouble de la contiguïté.

## Définitions
La synecdoque, dans le vocabulaire rhétorique, est le trope qui consiste à « désigner un objet ou un être par un mot qui désigne un autre objet ou élément avec lequel le premier forme un tout, l'un se trouvant inclus dans l'autre ». La métonymie, elle, « désigne un objet par le nom d'un autre objet, indépendant du premier mais qui a avec lui un lien nécessaire, d'existence ou de voisinage. » On peut rapprocher le mouvement sémantique de la première à l'expression latine « pars pro toto » (la partie pour le tout) tandis que la seconde peut être rapprochée de l'expression « pars pro parte » (la partie pour la partie).

## Relations métonymiques et synecdochiques

### Relations communes
Ce qui rend d'autant plus difficile à distinguer ces deux expressions est que les relations métonymiques et les relations synecdochiques sont sensiblement les mêmes,. On voit par exemple que ces trois relations peuvent s'appliquer aux deux figures :
- matière/objet : « Le fer qui les tua leur donna cette grâce » (Malherbe, le fer désigne ici l'épée faite en fer).
- qualité/objet : « le tranchant du couteau » (le tranchant désigne le fil de la lame du couteau).
- contenu/contenant : « Nous avons bu une bonne bouteille » (la bouteille est le contenant de la boisson que nous avons bue).

### Relations propres à la métonymie
La métonymie a néanmoins quelques relations privilégiées comme :
- le lieu d'origine pour l'objet ou la personne : « nous avons bu du Champagne » (le vin est désigné par son lieu d'origine, et la Champagne en tant que région ne fait pas partie du vin, il s'agit donc bien d'une métonymie et non d'une synecdoque).
- cause/effet : « contempler un Matisse » (une toile réalisée par Matisse).
- concret/abstrait : « Ce pin où tes honneurs se liront tous les jours » (Ronsard, tes honneurs désignent ici les mots écrits en ton honneur)[5].

### Synecdoques généralisantes & particularisantes
La synecdoque, elle, peut être généralisante ou particularisante, ce qui signifie qu'elle peut faire un mouvement de la partie vers le tout (particularisante) ou du tout vers la partie (généralisante). Par exemple :
- « Ils marchent devant moi, ces Yeux pleins de lumières » (Baudelaire, « ces yeux » désignent ici la maîtresse, on passe donc d'une partie du corps à tout le corps et de tout le corps à la personne, il s'agit donc d'une synecdoque particularisante)
- « Le Héron en eût fait aisément son profit ;/ Tous approchaient du bord ; l'oiseau n'avait qu'à prendre. » (La Fontaine, « l'oiseau » désigne ici le héron par le détour de la catégorie générale – l'espèce animale – dont il est un individu ; il s'agit donc d'une synecdoque généralisante)[4]

## Étymologies
On voit que les deux mots ont deux étymologies différentes. Littré donne comme étymologie à synecdoque « Συνεϰδοχὴ (sunekdokhe), de σὺν (sun), avec, et ἐϰδοχὴ (ekdokhe), acception » que l'on peut traduire par « inclusion »; tandis qu'à métonymie, il donne « Μετωνομία (metonomia), de μετὰ (meta), indiquant changement, et ὄνομα (onoma), nom. »

## Remarque complémentaire
Il faut distinguer parmi les métonymies et les synecdoques, celles qui sont dites lexicalisées (celles qui font pleinement partie du lexique) et celles qui sont dites vives (c'est-à-dire dont le déplacement sémantique est ressenti par les locuteurs comme un écart avec les définitions des termes, il s'agit des métonymie et synecdoques poétiques, rhétoriques, etc.). La proportion de métonymie lexicalisée dans la langue française est relativement faible et il faut faire le constat que :
seulement « 3 % du vocabulaire français est affecté par la métonymie », étant donné que sur les 59 000 entrées du Petit Robert, seulement 1 850 ont un emploi métonymique, et ce, pour deux raisons principales (Bonhomme 1987) :
- plusieurs catégories du discours échappent à la métonymie comme les pronoms et les déterminants ;
- peu d’adjectifs et de verbes sont lexicalisés dans leur emploi métonymique, et ce sont les noms qui connaissent surtout cette lexicalisation.

Les métonymies et synecdoques lexicalisées peuvent être considérées comme des catachrèses bien que les catachrèses soient le plus souvent issues de métaphores.